# サウスダコタ州議会
サウスダコタ州議会（英語: The South Dakota State Legislature）はアメリカ合衆国サウスダコタ州の立法府である。州議会は両院制の立法機関であり、35人の議員を擁する上院と70人の議員を擁する下院から構成される。両院はほとんどの点で類似しており、上院のみが特定の役職への知事任命の承認権を持つ。また、上院は点呼投票であるのに対し、下院は電子投票システムを採用している。
州議会はピエールのサウスダコタ州会議事堂で開かれる。毎年1月の第2火曜日に開会する。立法会期は奇数年で40暦日、偶数年で35暦日である。ただし、近年は偶数年、奇数年ともに38暦日で会期を終えている。通常、州議会は会期終了まで毎週5暦日のうち4暦日開催されるが、最終日は州知事の拒否権を審議するため延期される。
このスケジュールにより、議員は毎週1日、選挙区内の自宅で有権者と会ったり、個人的な用事を済ませることができる。さらに、ワシントン誕生日やキング牧師記念日などの祝日に休会した分の埋め合わせとして、土曜日に議会が開かれることもある。これらの祝日の振替休日として土曜日に開かれることもある。
州議会は議員の中から執行委員会を選出し、議会が開かれていない間、行政問題に対処する。立法府の行政支援はサウスダコタ州議会調査委員会が行う。
共和党は、上院では1996年の選挙以来、下院では1976年の選挙以来、圧倒的多数を維持している。

## 州議会議員選挙
上下両院の議員は偶数年の11月に選挙され、任期は2年である。1993年以降、下院で連続して2年の任期を務めることができるのは4期までと制限されているが、連続しない任期に制限はない。任期を満了した議員は2年後に再び選挙される。州議会の欠員は、州知事の任命によって補充される。
州議会議員は35の選挙区から選出され、各選挙区は上院議員1名と下院議員2名を選出する。33の選挙区では、議員は選挙区全体から選出される。ただし、第26区と第28区は2つの下院選挙区に分かれており、それぞれの選挙区で下院議員1人が選出される。これは、ネイティブ・アメリカンが自分たちの選んだ議員を選出できるようにするためである。
選挙区は10年ごとに国勢調査の結果を受けて再編成される。2021年、サウスダコタ州議会は、競合する2つの案の妥協案を承認した後、新しい州議会選挙区と連邦議会選挙区を制定した。両議会は2021年11月10日、最終案を承認する投票を行った。下院は37対31、上院は30対2で承認された。その後、クリスティ・ノーム州知事（共和党）がこの案に署名し、法律が成立した。

## 参考資料
- Schoenfeld, Fred (Legislative Research Council), (2012).  "South Dakota Legislator Reference Book"